# The Poison
The Poison is het eerste volledige studioalbum van de Welse metalcoreband Bullet for My Valentine. Het werd uitbracht op 3 oktober 2005 door Visible Noise Records in het Verenigd Koninkrijk en Europa, en op 14 februari 2006 in de Verenigde Staten door Trustkill Records. Vier nummers van het album kwamen als single uit: "4 Words (To Choke Upon)", "Suffocating Under Words of Sorrow (What Can I Do)", "All These Things I Hate (Revolve Around Me)" en '"Tears Don't Fall". Het album bevat elf nieuwe nummers en twee oudere. "Cries in Vain" was afkomstig van hun eerste, naar henzelf vernoemde ep. "4 Words (To Choke Upon)" was oorspronkelijk een nummer van de tweede ep, Hand Of Blood. Het album is inmiddels meer dan 250.000 keer verkocht.

## Nummers
"Suffocating Under Words of Sorrow (What Can I Do)" werd ook uitgebracht op schijf 2 van MTV2 Headbanger's Ball: The Revenge. "Room 409" en een liveversie van "Her Voice Resides" stonden tevens op Kerrang! Awards 2006, een cd die gratis bij het popblad Kerrang! zat.
1. "Intro"  (samen met Apocalyptica) - 2:22
2. "Her Voice Resides" - 4:18
3. "4 Words (To Choke Upon)", eerder uitgekomen op de ep Hand of Blood - 3:47
4. "Tears Don't Fall" - 5:48
5. "Suffocating Under Words of Sorrow (What Can I Do)" - 3:35
6. "Hit the Floor" - 3:30
7. "All These Things I Hate (Revolve Around Me)" - 3:46
8. "Room 409" - 4:01
9. "The Poison" - 3:39
10. "10 Years Today" - 3:55
11. "Cries in Vain", eerder uitgekomen op de ep's Bullet for My Valentine en Hand of Blood - 4:00
12. "Spit You Out" - 4:07
13. "The End" - 6:45

### Bonuseditie
Het album The Poison werd in 2006 opnieuw uitgebracht in het Verenigd Koninkrijk op 28 augustus door Visible Noise Records. Het opnieuw uitgebrachte album bevatte twee schijfjes met vier bonusnummers, waarvan twee B-kanten en twee livenummers op de eerste schijf, de tweede schijf bevat een dvd met zes video's van de band.
14. "Seven Days" (eerder uitgebracht op de single All These Things I Hate (Revolve Around Me), cd 1) - 3:25
15. "My Fist, Your Mouth, Her Scars" (eerder uitgebracht op de single All These Things I Hate (Revolve Around Me), cd 2) - 3:53
16. "Spit You Out" (live opgenomen in de Brixton Academy)
17. "All These Things I Hate (Revolve Around Me)" (live opgenomen in de Brixton Academy)

### Japanse bonusnummers
The Poison werd in Japan door Sony/BMG Records & Jive Records op 30 januari 2006 uitgebracht. Deze versie van het album bevat twee extra livenummers, namelijk:
14. "Room 409"
15. "Spit You Out"

### B-kanten, covers, remixen, livenummers
- "Curses" (alternatieve mix) (van de single 4 Words (To Choke Upon))
- "Spit You Out" (live) (van de single Suffocating Under Words of Sorrow (What Can I Do), cd 1)
- "Room 409" (live) (van de single Suffocating Under Words of Sorrow (What Can I Do), 7 inch)
- "Seven Days" (van de single All These Things I Hate (Revolve Around Me), cd 1)
- "My Fist, Your Mouth, Her Scars" (van de single All These Things I Hate (Revolve Around Me), cd 2)
- "Tears Don't Fall" (albumversie) (van de single Tears Don't Fall, cd 1)
- "Domination" (cover van Pantera; van de single Tears Don't Fall, cd 1)
- "4 Words (To Choke Upon)" (live) (van de single Tears Don't Fall, cd 2)
- "Suffocating Under Words of Sorrow (What Can I Do)" (live) (van de single Tears Don't Fall, cd 2)
- "Welcome Home (Sanitarium)" (cover van Metallica; van de single Tears Don't Fall, 7 inch)
- "Turn to Despair"  (van Wasted! 2004)

## Artiesten
- Matthew Tuck - zang, gitaar
- Michael Padget - gitaar, achtergrondzang
- Jason James - basgitaar, achtergrondzang
- Michael Thomas - drums

## Credits
- Alle teksten van Matthew Tuck
- Alle muziek van Bullet for My Valentine
  - behalve de cellomuziek in de introductie van Apocalyptica
  - behalve "Welcome Home (Sanitarium)" van Metallica
- Uitgegeven door Harmageddon Publishing Ltd / Universal Music Publishing SAS
- Alle nummers geproduceerd en gemixt door Colin Richardson
  - behalve "Hit the Floor", geproduceerd en gemixt door Colin Richardson & Andy Sneap
- Alle nummers gemixt bij The Chapel, Lincolnshire
  - behalve "4 Words (To Choke Upon)", gemixt bij The Sonic Ranch, El Paso (Texas)
  - behalve "Hit the Floor", gemixt in de Backstage Studios, Derbyshire
- Opgenomen bij The Chapel (Lincolnshire), Backstage Studios (Derbyshire), Notting Pill Studios (Newport in Wales) en SUSI Studios (Finland)
- Auteursrecht 2005 20-20 Entertainment, LLC uitgebracht onder exclusieve licentie aan Visible Noise in het Verenigd Koninkrijk
- A&R - Martin Dodd
- A&R Verenigd Koninkrijk - Julie Weir
- Wereldwijd management - Paul Craig van Supervision Management Ltd
- Agent - Paul Ryan van The Agency Group (exclusief de Verenigde Staten)
- Grafisch ontwerp van S2, www.LaBoca.co.uk
- Video-opnames gemaakt en bewerkt door Dan Fernbach van Static Films
- Bandfoto's van Patrick Ford